# Liste der Geotope im Landkreis Fürstenfeldbruck
Diese Liste enthält die Geotope des Oberbayerischen Landkreises Fürstenfeldbruck in Bayern.
Die Liste enthält die amtlichen Bezeichnungen für Namen und Nummern des Bayerischen Landesamt für Umwelt (LfU) sowie deren geographische Lage. Diese Liste ist möglicherweise unvollständig. Im Geotopkataster Bayern sind etwa 3.400 Geotope (Stand März 2020) erfasst. Das LfU sieht einige Geotope nicht für die Veröffentlichung im Internet geeignet. Einige Objekte sind zum Beispiel nicht gefahrlos zugänglich oder dürfen aus anderen Gründen nur eingeschränkt betreten werden.
| Name                                             | Bild           | Geotop ID | Gemeinde / Lage        | Geologische Raumeinheit        | Beschreibung | Fläche m² / Ausdehnung m | Geologie                                                 | Aufschlussart   | Wert      | Schutzstatus                                           | Bemerkung                       |
| ------------------------------------------------ | -------------- | --------- | ---------------------- | ------------------------------ | --- | ------------------------ | -------------------------------------------------------- | --------------- | --------- | ------------------------------------------------------ | ------------------------------- |
| Goldwaschspuren an der Amper SW von Schöngeising |                | 179G001   | Schöngeising Position  | Paar-Isar-Region               | Nahe der Amperschlucht liegen in der Talaue unterhalb des Schlossbergs Flächen mit unruhiger Morphologie, abflusslose Senken und Hügel, die als Spuren einer frühen Goldwäscherei gedeutet werden. Ob es tatsächlich die Kelten waren, die hier Gold gewaschen haben sollen, ist archäologisch nicht zu belegen. Zeugnisse bronzezeitlicher Besiedlung sind aber im Umfeld reichlich zu finden. Das Objekt steht als Bodendenkmal unter besonderem Schutz (Denkmal-Nr. D-1-7833-0384). | 28500 190 × 150          | Typ: Seifenwäscherei Art: Schotter, Kies                 | Pinge           | wertvoll  | Bodendenkmal, Landschaftsschutzgebiet                  |                                 |
| Toteisloch Wolfsgrube E von Grafrath             | weitere Bilder | 179R001   | Grafrath Position      | Paar-Isar-Region               | Das Toteisloch mit seinen steilen, tiefen Flanken ist besonders gut ausgeprägt und erhalten. Es gilt als Lehrbeispiel und eignet sich als Exkursionsziel. | 18000 150 × 120          | Typ: Toteisloch Art: Moräne                              | kein Aufschluss | wertvoll  | Naturdenkmal, Landschaftsschutzgebiet                  | Bayerns schönste Geotope Nr. 37 |
| Amperschlucht zwischen Grafrath und Schöngeising | weitere Bilder | 179R002   | Grafrath Position      | Paar-Isar-Region               | Der spätwürmglaziale Ablauf des Ammersees besitzt eine Länge von ca. 3 Kilometern. | 600000 3000 × 200        | Typ: Trompetental Art: Schotter, Moräne                  | kein Aufschluss | wertvoll  | Naturdenkmal, Landschaftsschutzgebiet, FFH-Gebiet      |                                 |
| Toteiskessel E von Wildenroth                    | weitere Bilder | 179R003   | Grafrath Position      | Paar-Isar-Region               | Das Toteisloch, das in der Würm-Moräne liegt, ist vollständig verlandet. | 1000 50 × 20             | Typ: Toteisloch Art: Moräne                              | kein Aufschluss | bedeutend | Naturdenkmal                                           |                                 |
| Haspelmoor SW von Haspelmoor                     | weitere Bilder | 179R005   | Althegnenberg Position | Paar-Isar-Region               | Im rißglazialen Toteisbecken ist ein Hoch- bis Übergangsmoor erhalten. In abgetorften Bereichen finden sich Wasseransammlungen. Auch hier droht zunehmende Verbuschung. | 3300000 2200 × 1500      | Typ: Hochmoor, Niedermoor Art: Moräne, Torf              | kein Aufschluss | bedeutend | Naturschutzgebiet, Landschaftsschutzgebiet, FFH-Gebiet |                                 |
| Endmoräne N von Mauern                           | weitere Bilder | 179R006   | Grafrath Position      | Isar-Loisach-Jungmoränenregion | Der Endmoränenwall wird der Hauptrandlage von Reichling-Schöffelding-Mauern zugeordnet. | 6000000 4000 × 1500      | Typ: End-(Wall-)Moräne Art: Moräne                       | kein Aufschluss | bedeutend | Landschaftsschutzgebiet                                |                                 |
| Glaziogene Landschaft SE von Unteralting         | weitere Bilder | 179R007   | Grafrath Position      | Paar-Isar-Region               | Südöstlich von Wildenroth sind drei Reliefformen glaziogenen Ursprungs direkt nebeneinander zu studieren: Eine Niederterrasse aus hochwürmglazialen Schottern – sie liegt außerhalb der Endmoränen der Würmkaltzeit – wird im Nordwesten begrenzt durch die Wallform einer Würmmoräne (Höhe ca. 30 m) und unterbrochen durch ein hufeisenförmiges Toteisloch (Im tiefen Tal) mit etwa 300 m × 200 m Größe und 20 m Tiefe.                                                              | 1500000 1500 × 1000      | Typ: Toteisloch, Terrasse, End-(Wall-)Moräne Art: Moräne | kein Aufschluss | wertvoll  | Naturdenkmal, Landschaftsschutzgebiet                  |                                 |